# Жан-П'єр Поннель

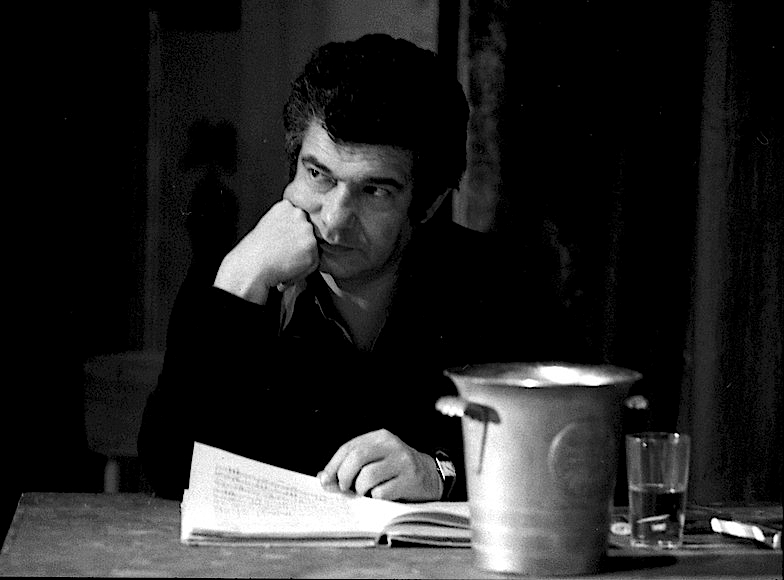
Жан-П'єр Поннель

 Жан-П'єр Поннель (фр. Jean-Pierre Ponnelle; 19 лютого 1932, Париж — 11 серпня 1988, Мюнхен) — французький оперний режисер, сценограф.

## Біографія
У Парижі вивчав філософію, мистецтво, історію.
1952 року в Німеччині почав свою кар'єру як сценограф в опері Ханса Хенце «Бульвар Самотності». Значний вплив на творчу діяльність Поннеля надали роботи Жоржа Вакевіча, художника-декоратора та художника по костюмах в оперних та балетних виставах.
1962 року Поннель поставив свій перший спектакль — «Трістан та Ізольда» Р. Вагнера в Дюссельдорфі. Його постановка цієї ж опери на Байройтський фестивалі 1981 року була оцінена як одна з найбільш естетично досконалих в її історії.
Діяльність Поннеля в різних країнах світу включала постановки в Метрополітен-опера і в Опері Сан-Франциско, спектаклі на телебаченні («Мадам Батерфляй» 1974 року примітна виступом Мірелла Френі і молодого Пласідо Домінго), фільм-оперу «Весілля Фігаро» зі славетним диригентом Карлом Бемом. Постановка моцартівського «Милосердя Тита», зроблена 1969 року для Кельнського театру, дала можливість відродити давно забутий спектакль у репертуарі театру. На Зальцбурзькому фестивалі Поннель також часто був запрошеним режисером.
Його роботи нерідко були спірними. У постановці «Аїди» 1986 року в Ковент-Гардені Поннель замінив звичних артистів балету на хлопчиків, і ця постановка була обсвистана і вже не поновлювалася, однак більш рання постановка «Дону Паскуале» у цьому театрі стала тріумфальною, як оригінальна авторська інтерпретація популярної опери.
Помер у Мюнхені (Німеччина) 1988 року від легеневої емболії, яка виникла внаслідок падіння в оркестрову яму під час репетиції «Кармен» з Ізраїльським філармонічним оркестром під керуванням Зубіна Мети.

## Сім'я
- Син П'єр-Домінік Поннель — диригент.
- Племінник Жан-П'єр Данель — відомий французький гітарист та продюсер.

## Фільмографія

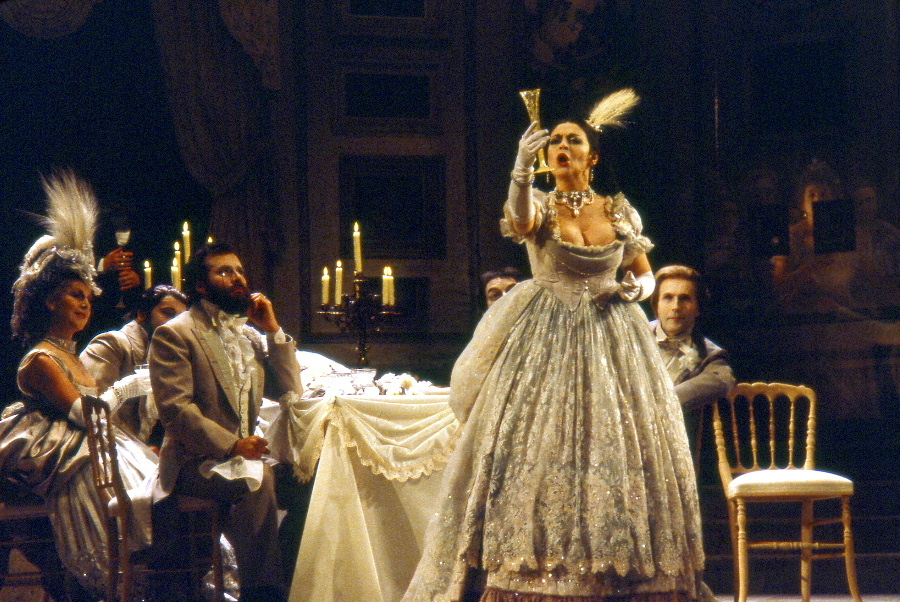
Катерина Malfitano в Травіаті, 1980.

- Hindemith: Cardillac. Conductor — Wolfgang Sawallisch, Bavarian State Opera and Chorus. Singers: Donald McIntyre, Maria de Francesca-Cavazza, Robert Schunk, Hans Nöcker. DVD: DGG 0044 007 3432 4

- Massenet: Manon ♦ (IMSLP) [Архівовано 1 лютого 2013 у Wayback Machine.]. Conductor — Ádám Fischer, Chor und Orchestre der Wiener Staatsoper. Singers: Edita Gruberova, Francisco Araiza, Pierre Thau, Hans Helm. DVD: DGG 0440 073 4207 7

- Monteverdi: L'Orfeo ♦ (IMSLP) [Архівовано 14 травня 2018 у Wayback Machine.]. Conductor — Nikolaus Harnoncourt, Das Monteverdi-Ensemble des Opernhauses Zürich. Singers: Philippe Huttenlocher, Dietlinde Turban, Trudeliese Schmidt [Архівовано 11 травня 2013 у Wayback Machine.], Francisco Araiza, Christian Boesch. DVD: DGG 0440 073 4163 6

- Monteverdi: Il ritorno d'Ulisse in Patria ♦ (IMSLP) [Архівовано 14 вересня 2021 у Wayback Machine.]. Conductor — Nikolaus Harnoncourt, Das Monteverdi-Ensemble des Opernhauses Zürich. Singers: Werner Hollweg [Архівовано 11 травня 2013 у Wayback Machine.], Trudeliese Schmidt [Архівовано 11 травня 2013 у Wayback Machine.], Francisco Araiza, Janet Perry. DVD: DGG 0440 073 4278 7

- Monteverdi: L'incoronazione di Poppea ♦ (IMSLP) [Архівовано 12 листопада 2021 у Wayback Machine.]. Conductor — Nikolaus Harnoncourt, Das Monteverdi-Ensemble des Opernhauses Zürich. Singers: Rachel Yakar, Werner Hollweg [Архівовано 11 травня 2013 у Wayback Machine.], Trudeliese Schmidt [Архівовано 11 травня 2013 у Wayback Machine.], Paul Esswood. DVD: DGG 0440 073 4174 2

- Mozart: Mitridate, re di Ponto ♦ (IMSLP) [Архівовано 2 лютого 2022 у Wayback Machine.]. Conductor — Nikolaus Harnoncourt, Concentus Musicus, Wien. Singers: Gösta Winbergh, Yvonne Kenny, Ann Murray, Anne Gjevang, Joan Rodgers, Peter Straka [Архівовано 11 травня 2013 у Wayback Machine.]. DVD: DGG 0440 073 4127 8

- Mozart: Idomeneo ♦ (IMSLP) [Архівовано 3 квітня 2013 у Wayback Machine.]. Conductor — James Levine, The Metropolitan Opera Orchestra and Chorus. Singers: Luciano Pavarotti, Ileana Cotrubas, Hildegard Behrens, Frederica von Stade, John Alexander. DVD: DGG 0440 073 4234 3 GH 2

- Mozart: Le Nozze di Figaro ♦ (IMSLP) [Архівовано 20 березня 2013 у Wayback Machine.]. Conductor — Karl Böhm, Vienna Philharmonic. Singers: Hermann Prey, Mirella Freni, Dietrich Fischer-Dieskau, Kiri Te Kanawa, Maria Ewing, Paolo Montarsolo.  DVD: DGG 0440 073 4034 9

- Mozart: Così fan Tutte ♦ (IMSLP) [Архівовано 27 грудня 2021 у Wayback Machine.]. Conductor — Nikolaus Harnoncourt, Vienna Philharmonic. Singers: Edita Gruberova, Delores Ziegler [Архівовано 5 грудня 2012 у Wayback Machine.], Teresa Stratas, Luis Lima, Ferruccio Furlanetto, Paolo Montarsolo. DVD: DGG 0440 073 4237 4

- Mozart: Die Zauberflöte ♦ (IMSLP) [Архівовано 8 березня 2022 у Wayback Machine.]. Conductor — James Levine, Chor und Orchestre der Wiener Staatsoper. Singers: Ileana Cotrubas, Edita Gruberova, Peter Schreier, Walter Berry, Martti Talvela. DVD: ArtHaus 107 199

- Mozart: La Clemenza di Tito ♦ (IMSLP) [Архівовано 3 квітня 2013 у Wayback Machine.]. Conductor — James Levine, Vienna Philharmonic. Singers: Tatiana Troyanos, Carol Neblett, Catherine Malfitano, Eric Tappy, Anne Howells, Kurt Rydl. DVD: DGG 0440 073 4128 5

- Orff: Carmina Burana (Original Source) ♦ Conductor — Kurt Eichhorn, Chor des Bayerischen Rundfunks & Münchner Rundfunkorchester. Singers: Lucia Popp, Hermann Prey, John van Kesteren. DVD: RCA 74321 852859 (Currently available in PAL format only)

- Puccini: Madama Butterfly ♦ (IMSLP) [Архівовано 20 квітня 2013 у Wayback Machine.]. Conductor — Herbert Von Karajan, Wiener Philharmoniker. Singers: Mirella Freni, Plácido Domingo, Christa Ludwig, Robert Kerns, Michel Sénéchal. DVD: DGG 00440 073 4037

- Rossini: L'Italiana in Algeri ♦ (IMSLP) [Архівовано 26 січня 2022 у Wayback Machine.]. Conductor — James Levine, The Metropolitan Opera Orchestra and Chorus. Singers: Marilyn Horne, Paolo Montarsolo, Douglas Ahlstedt, Allan Monk. DVD: DGG 0440 073 4261 9

- Rossini: Il Barbiere di Siviglia ♦ (IMSLP) [Архівовано 29 березня 2013 у Wayback Machine.]. Conductor — Claudio Abbado, Coro e Orchestra del Teatro alla Scala. Singers: Teresa Berganza ♦ (Official Website) [Архівовано 1 квітня 2013 у Wayback Machine.], Luigi Alva, Hermann Prey, Enzo Dara, Paolo Montarsolo. DVD: DGG 0440 073 4039 4

- Rossini: La Cenerentola ♦ (IMSLP) [Архівовано 29 березня 2013 у Wayback Machine.]. Conductor — Claudio Abbado, Coro e Orchestra del Teatro alla Scala. Singers: Frederica von Stade, Margherita Guglielmi, Laura Zannini, Francisco Araiza, Claudio Desderi, Paolo Montarsolo. DVD: DGG 0440 073 4096 7

- Verdi: Rigoletto ♦ (IMSLP) [Архівовано 2 травня 2013 у Wayback Machine.]. Conductor — Riccardo Chailly, Wiener Philharmoniker und Konzertvereinigung Wiener Staatsopernchor. Singers: Luciano Pavarotti, Ingvar Wixell, Edita Gruberova, Ferruccio Furlanetto. DVD: DGG 0440 073 4166 7

- Verdi: Falstaff ♦ (IMSLP) [Архівовано 20 квітня 2013 у Wayback Machine.]. Conductor — Sir John Pritchard, London Philharmonic & Glyndebourne Chorus. Singers: Donald Gramm, Benjamin Luxon, Kay Griffel, Elizabeth Gale, Max René Cosotti, John Fryatt, Bernard Dickerson, Ugo Trama, Nucci Condo, Reni Penkova. DVD: Arthaus 101 083

- Wagner: Tristan und Isolde ♦ (IMSLP) [Архівовано 28 березня 2013 у Wayback Machine.]. Conductor — Daniel Barenboim, Orchester der Bayreuther Festspiele. Singers: René Kollo, Johanna Meier, Matti Salminen, Hermann Becht, Hanna Schwarz. DVD: DGG 0440 073 4321 0

## Библіографія
- Jean-Pierre Ponnelle, de Max W. Busch & Margit Saad-Ponnelle, 400 p, env. 350 photos n/b & couleurs, Henschel Verlag, Berlin 2008. ISBN 3894874147 — ISBN 978-3894874148
- Chatfield-Taylor, Joan, San Francisco Opera: The First 75 Years, San Francisco: Chronicle Books, 1997, ISBN 0-8118-1368-1,
- Pfaff, Timothy, «Dutchman' Can't Quite Fly: Opera Cast Struggles With New Production of Wagner», San Francisco Chronilcle, 1 October 1997 [Архівовано 25 травня 2011 у Wayback Machine.]